# Dans les abysses
Dans les abysses est le premier épisode de la saison 4 de la série télévisée Angel.

## Résumé
Alors que Wesley essaie toujours de racheter ses erreurs tout en poursuivant son aventure avec Lilah Morgan, Fred et Gunn continuent de rechercher leurs amis, Angel et Cordelia, disparus depuis trois mois. Connor fait équipe avec eux tout en leur cachant le fait qu'il est responsable de la disparition d'Angel. Le vampire est toujours bloqué sous l'océan, dans un état physique très affaibli, et ne cesse d'avoir des hallucinations. Wesley capture Justine Cooper et, avec l'aide de celle-ci, part en bateau retrouver Angel. Connor empêche Fred et Gunn d'avancer dans leurs recherches et quand Fred contacte Lorne, parti à Las Vegas, celui-ci semble très occupé. 
Wesley finit par retrouver le cercueil où a été enfermé Angel et le libère. Mais le vampire continue à souffrir d'hallucinations et Wesley le nourrit avec son propre sang pour qu'il se rétablisse. Chez Wolfram & Hart, Lilah fait décapiter Linwood Murrow à l'issue d'une réunion et prend les rênes de l'agence. Wesley prévient Fred et Gunn à propos de la responsabilité de Connor, et Fred neutralise ce dernier. Wesley, après avoir abandonné Justine menottée à un pilier, revient à l'hôtel Hyperion avec Angel mais repart aussitôt après l'avoir déposé. Angel explique à son fils ce qui s'est vraiment passé avec Holtz et, après un petit sermon, le laisse partir. Dans une autre dimension, Cordelia clame son ennui.

## Statut particulier
Noel Murray, du site The A.V. Club, évoque un épisode qui souffre d'un grand nombre de « dialogues informatifs »  qui visent les nouveaux téléspectateurs mais a son lot de scènes palpitantes et s'achève sur un « vibrant discours » d'Angel. Pour Ryan Bovay, du site Critically Touched, qui lui donne la note de A, c'est un épisode « captivant par la profondeur des conflits moraux qu'il présente » et à qui il ne fait qu'un reproche, celui de « restaurer trop vite l'ancienne dynamique de la série ».

## Distribution

### Acteurs et actrices crédités au générique
- David Boreanaz : Angel
- Charisma Carpenter : Cordelia Chase
- J. August Richards : Charles Gunn
- Amy Acker : Winifred « Fred » Burkle
- Vincent Kartheiser : Connor
- Alexis Denisof : Wesley Wyndam-Pryce

### Acteurs et actrices crédités en début d'épisode
- Andy Hallett : Lorne
- John Rubinstein : Linwood Murrow
- Laurel Holloman : Justine Cooper
- Stephanie Romanov : Lilah Morgan
- Daniel Dae Kim : Gavin Park